# إميليانو روميرو (لاعب كرة قدم مواليد 1985)
اميليانو روميرو (بالإسبانية: Emiliano Romero)‏ (9 نوفمبر 1985 في الأرجنتين - ) هو لاعب كرة قدم أرجنتيني في مركز الوسط. لعب مع أوليمبو وإيفرتون دي فينا ديل مار وديفنسا خوستيكا ونادي بانيتوليكوس وأورينتي بيتروليرو وأتليتكو بلاتينسي ‏.

## وصلات خارجية
- اميليانو روميرو على موقع قاعدة بيانات كرة القدم.إي يو (الإنجليزية)
- اميليانو روميرو على موقع Soccerway.com (الإنجليزية)